# 尾崎北町
尾崎北町（おざききたまち）は、岐阜県各務原市の地名。現行行政町名は尾崎北町一丁目から尾崎北町七丁目。

## 地理
各務原市の那加地区に属し、各務原市の北西部に位置する。町域の東部は那加北洞町、西部は尾崎西町、那加大洞、南部は尾崎南町、那加北洞町、北部は那加大洞に接する。
地名の「尾崎」は、那加新加納外六ケ所字入会地の小字「尾崎」に因み付けられている。
道路
- 東海北陸自動車道（権現山トンネル）
- 尾崎中央通り

## 歴史
1972年（昭和47年）、権現山（尾崎権現山）と三峰山（尾崎三峰山）の間の土地（那加新加納外六ケ所字入会地など）で区画整理事業（81ha）を開始。1976年（昭和51年）に住宅団地の開発（77.7ha、計画戸数2,330戸）が完了。1977年（昭和52年）2月3日に那加新加納外六ケ所字入会地の一部をもって尾崎北町を設置する。
区画整理事業は1979年（昭和54年）に完了する。

## 世帯数と人口
2024年（令和6年）10月1日現在の世帯数と人口は以下の通りである。
| 丁目           | 世帯数  | 人口    |
| -------------- | ------- | ------- |
| 尾崎北町一丁目 | 98世帯  | 234人   |
| 尾崎北町二丁目 | 100世帯 | 217人   |
| 尾崎北町三丁目 | 119世帯 | 257人   |
| 尾崎北町四丁目 | 81世帯  | 181人   |
| 尾崎北町五丁目 | 67世帯  | 153人   |
| 尾崎北町六丁目 | 59世帯  | 130人   |
| 尾崎北町七丁目 | 60世帯  | 127人   |
| 計             | 584世帯 | 1,299人 |

## 小・中学校の学区
市立小・中学校に通う場合、学区は以下の通りとなる。
| 番・番地等 | 小学校               | 中学校               |
| ---------- | -------------------- | -------------------- |
| 全域       | 各務原市立尾崎小学校 | 各務原市立桜丘中学校 |

## 交通
- 岐阜バス尾崎団地線
- 各務原市ふれあいバス東西線、那加線

## 主な施設
- 尾崎公園
- 尾崎北町公園
- 尾崎北町南公園
- 尾崎北町東公園